# GAZ-4
Der GAZ-4 (russisch ГАЗ-4) ist ein Lastkraftwagen des sowjetischen Fahrzeugherstellers Gorkowski Awtomobilny Sawod. Er wurde 1933 bis 1936 in Serie hergestellt und basiert technisch auf dem Personenwagen GAZ-A sowie dem Lastwagen GAZ-AA. Je nach Quellen wird das Fahrzeug alternativ als Pick-up bezeichnet, auch 1934 wird als erstes Baujahr genannt.

## Beschreibung

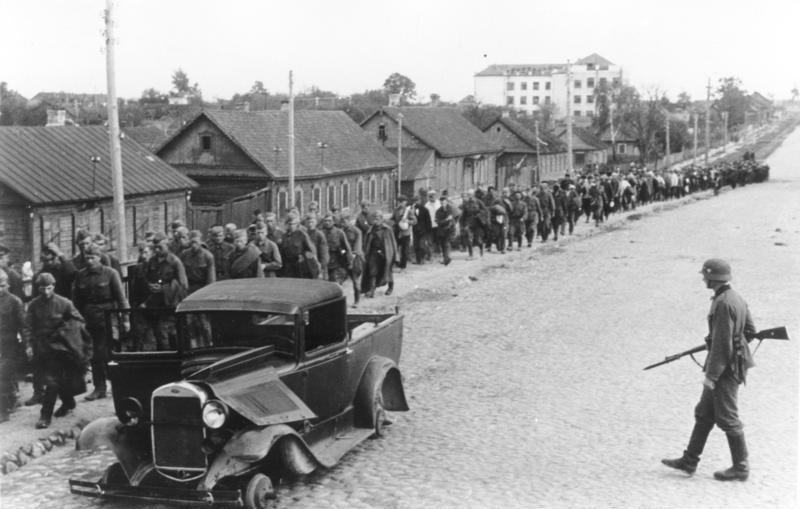
Ein zerstörter GAZ-4 in Minsk, 1941

In den frühen 1930er Jahren bestand in der Sowjetunion ein erheblicher Bedarf an leichten Nutzfahrzeugen. Da das einzige in Masse produzierte geeignete Fahrzeug zu diesem Zeitpunkt der Personenkraftwagen GAZ-A war, entwickelte man auf seiner Basis einen leichten Lastwagen, der das Fahrgestell des Pkw verwendete. Zudem wurde die Fahrerkabine des Lastwagens GAZ-AA verbaut. Da der GAZ-A eine Kopie des amerikanischen Ford Modell A war, besitzt auch der GAZ-4 noch erhebliche technische Gemeinsamkeiten mit diesem Fahrzeug. Die Größe der Ladefläche betrug 1,10 × 1,60 Meter.
In der Zeit von 1933/34 bis 1936 wurden nach verschiedenen Angaben 5.300 bis 10.600 Lastwagen des Modells GAZ-4 gebaut. Warum die Produktion genau eingestellt wurde, ist unklar. Erst einige Jahre später wurde ein vergleichbares Modell gebaut, der GAZ-M415, das jedoch auf dem GAZ-M1 basierte. Die meisten Exemplare des GAZ-4 wurden im Zweiten Weltkrieg zerstört, nur wenige sind bis heute erhalten geblieben.

## Technische Daten
- Motor: Reihen-Vierzylinder-Ottomotor
- Motortyp: "GAZ-A"
- Leistung: 40 PS (29 kW)
- Hubraum: 3285 cm³
  - Hub: 108 mm
  - Durchmesser: 97 mm
- Getriebe: mechanisch, 3 Vorwärtsgänge
- Verbrauch: 12,0 l/100 km
- Höchstgeschwindigkeit: 90–95 km/h
- Antriebsformel: 4×2

Abmessungen und Gewichte
- Länge: 4080 mm
- Breite: 1710 mm
- Höhe: 1825 mm
- Leergewicht: 1080–1120 kg
- Zulässiges Gesamtgewicht: 1630 kg
- Zuladung: ca. 500 kg